# こなたよりかなたまで
『こなたよりかなたまで』はF&C FC01から2003年12月12日に発売された18禁ノベルゲーム。通称は「こなかな」。
基になったのは、シナリオライターの健速が2001年にWeb上で公開していた『こなたからかなたまで』という未完成のフリーゲーム。彼方が大学生である・彼方に「空」という妹がいる・九重が登場しないなど、発売されたものとは多少設定は異なっていたものの、シナリオの大筋は変わっていない。
パラダイムノベルスから小説版が出版されている（著：島津出水）。クリス真エンドを基調にして、多少のアレンジがなされている。なお、二十重と優は登場していない。
2010年9月2日にau専用サイトの虹屋より、携帯電話向けにアレンジしたゲームアプリが2000ポイント（2000円相当）でリリースされた。
続編としてPlayStation Portable版『屋根裏の彼女』、アダルトゲーム版『こなかな2 Konatayori Kanatamade II』が制作されている。

## あらすじ
両親共に他界し天涯孤独の主人公・遥彼方は、自らも癌に冒され、余命幾許もない。そんな彼の支えになっているのは、耕介と佳苗という2人の幼馴染だった。彼方から病気のことを聞かされた耕介は、抗癌剤の副作用に苦しむ彼の面倒をよく見てくれる。だが、彼方は自分に好意を寄せてくれている佳苗には病状を打ち明けられずにいた。
季節が晩秋から初冬へ、徐々に寒さを感じさせる折、そんな彼の前に突然金髪少女が現れる。クリスと名乗るその少女は、永遠を生きる吸血鬼だった…。

## 登場キャラクター
遥 彼方（はるか かなた）
本作の主人公。高校3年生。幼少の頃に母を、物語開始時から一年ほど前に父を亡くし、そして自分も末期のガンに身体を蝕まれ、担当医に「次の桜を見ることはできない」と診断される。治療初期は自分の境遇を恨む事もあったが、現在はかなり達観した心境に至っている。大切に思っている佳苗を悲しませたくないため、彼女には病気のことを隠し続けている。クリスに出会い、自身の「決断」の是非を深く考えさせられるようになる。
クリステル・V・マリー
声：春瀬みき
通称：クリス。半永久の命を持つ吸血鬼（本人曰く、厳密には「吸血姫」らしい）。尊大な態度をとり、言葉づかいもどこか物々しい。吸血鬼だけあって体力の回復や身体能力は人より遥かに秀でているが、それは夜間の話であって、昼間は人間と同程度の力しか出せない。曰く「吸血鬼の最後の生き残り」。様々な存在から追われており、逃亡中に体力が尽きて彼方の家に転がり込んだ。回復後、吸血鬼の特殊能力の催眠暗示能力を用い、彼方たちの通う学園の教師達に暗示をかけ転校生として入り込む。街にやってきたのは、以前来たときに出会ったある人を捜すため。
2周目以降はクリスエンドに分岐選択肢が現れる
佐倉 佳苗（さくら かなえ）
声：風音
彼方・耕介の小学校来の幼なじみ。母親を亡くした事で他人を遠ざけていた彼方に声を掛け、彼の心を開かせた。その当時から彼方に想いを寄せ続けている。彼方が病気の事を彼女に伝えようとした際、「大事な話がある」と切り出した彼の意図を勘違いし、佳苗から先に「ずっと私のそばにいてください」と告白をしてしまう。佳苗を傷つけたくない彼方は沈黙で答える事しかできず、結局本編開始時点まではっきりしないままになっている。突然現れたクリスを（彼方たちの「演技」で）恋人と勘違いし、激しく動揺する。
九重 二十重（ここのえ はたえ）
声：一色ヒカル
クリスを追っている人外の者達を「狩る」役目を負っている人物。転校生として彼方たちのクラスにやってくる。クリスに対しては「餌」という認識しか持っておらず、互いに利害の一致する部分はあるが歩み寄る様子は一切ない。
鹿島 いずみ（かしま いずみ）
声：紫苑みやび
自称：いずみちゃん（周りにもそう呼ばせている）。彼方が通院している「県立がんセンター」に勤務する看護婦。年齢不詳で、実年齢の話題に触れるとはぐらかしたりやんわりと殺意を匂わせたりする。大人の女性とは思えない軽い言動で周囲を和ませているが、それは常に死を目にする仕事面での顔であり、とても繊細な彼女本来の心を隠し守るための仮面でもある。
朝倉 優（あさくら ゆう）
声：香月
県立がんセンターに入院している少女。小学校6年生ながら入院歴は長い。そのためか、同年代の子供と比べやや成長が遅れている。年長者が多い患者の中では比較的歳の近い彼方を「お兄ちゃん」と呼び慕っている。自分の死で周囲を傷つけないために、親しい関係を築くまいと数年間ほとんど誰とも口を利かなかった。しかし彼方の言動で考えを改め、現在に至る。祖父が唯一の家族である。
島田 耕介（しまだ こうすけ）
声：石原慎祐
彼方の無二の親友。空手の有段者で、体力に優れる。同年代で彼方の病気の事を知っている唯一の人物である。彼方の心情を真に理解し、薬の副作用に苦しむ彼方の世話から佳苗の問題まで、文句ひとつ言わず対応している。佳苗に片思いしているが、彼女の彼方への想いも知っており、佳苗に想いを告げることはない。

## スタッフ
- 原画：しゃあ
- シナリオ：健速
- 音楽：I've

## 主題歌
- オープニングテーマ『Imaginary affair』
  - 作詞：KOTOKO
  - 作曲・編曲：高瀬一矢
  - 歌：KOTOKO
- エンディングテーマ『こなたよりかなたまで』
  - 作詞：KOTOKO
  - 作曲：中沢伴行
  - 編曲：中沢伴行・羽越実有
  - 歌：MOMO